# خواكين مارتينيز
خواكين مارتينيز (بالإسبانية: Joaquín Martínez)‏ هو ممثل مكسيكي، ولد في 5 نوفمبر 1930 في المكسيك، وتوفي في 3 يناير 2012 في مملكة هولندا.

## وصلات خارجية
- خواكين مارتينيز على موقع IMDb (الإنجليزية)
- خواكين مارتينيز على موقع قاعدة بيانات الفيلم (الإنجليزية)